# Русский дом (фильм)
«Ру́сский дом» («Ру́сский отде́л») (англ. The Russia House) — американский шпионский фильм 1990 года по одноимённому роману Джона Лё Карре.
«Русский дом» — это первый в истории чисто голливудский полнометражный фильм, снятый в СССР на «английском материале» австралийскими режиссёром и оператором.

## Сюжет
В начале Перестройки блестящий советский физик (Брандауэр) передаёт своей бывшей любовнице Кате (Мишель Пфайффер), сотруднице одного московского издательства, документ, содержащий сведения о советской военной мощи. Катя должна переправить документ знакомому англичанину по имени Барли Блэр (Шон Коннери), по долгу службы часто наведывающемуся в Москву на книжные ярмарки.
Британская разведка перехватывает документ и ввергает Блэра в гущу шпионских интриг, надеясь через него наладить контакт с учёным-физиком.
Шон Коннери так характеризовал своего героя: «Барли Блэр — играющий на саксофоне издатель-пропойца, чья жизнь превратилась в сплошной хаос. Встреченные в России люди и столкновение с проблемами морального порядка помогают ему вновь обрести самого себя и восстановить контакт с миром».

## В ролях
| Актёр                 | Роль                          |
| --------------------- | ----------------------------- |
| Шон Коннери           | Бартоломью «Барли» Скотт Блэр |
| Клаус Мария Брандауэр | Яков «Данте» Савельев         |
| Мишель Пфайффер       | Катя Орлова                   |
| Рой Шайдер            | Рассел                        |
| Джеймс Фокс           | Нед                           |
| Кен Рассел            | Уолтер                        |
| Джон Махони           | Брейди                        |
| Николай Пастухов      | Дядя Матвей                   |
| Раиса Рязанова        | русская гостья                |
| Георгий Анджапаридзе  | Юрий (московский издатель)    |
| Александр Яцко        | русский писатель              |
| Николай Дик           | Майор КГБ                     |

## Съёмочная группа
- Режиссёр — Фред Скеписи
- Продюсеры: Поль Маслански и Фред Скеписи
- Сценарий: Том Стоппард и Джона Ле Карре, по одноимённому роману Джона Ле Карре.
- Оператор: Иан Бейкер
- Музыка: Джерри Голдсмит
- Костюмы: Рут Маерс
- Художник: Ричард Макдоналд

## Съёмки
Съёмки были весьма масштабны и проходили, в частности, в Ванкувере, Москве, Загорске, Переделкино, Ленинграде, Лиссабоне и Лондоне. В работе над фильмом принимал участие советский режиссёр Элем Климов. Ему была выражена благодарность в титрах фильма.

## Прокат
В мировой прокат фильм был выпущен 21 декабря 1990 года. Ему сопутствовал слоган: «A Spy Story. A Love Story. A Story to Cross all Boundaries».
В 1991 году впервые показан в СССР с закадровым переводом. Фильм озвучен на киностудии «Союзмультфильм». Режиссер озвучания Алла Гончарова. Роли озвучивали: Евгений Карельских, Ирина Акулова, Герман Коваленко, Алексей Золотницкий.
В 2000 году переведён на русский, озвучен и выпущен в прокат на кассете формата VHS по лицензии MGM Home Entertainment. На русской обложке кассеты фильм носит название «Русский дом», которое отличается от используемого в настоящее время Кинопоиск «Русский отдел».

## Номинации
- 1991 — номинация «Золотой медведь» Берлинского международного кинофестиваля — Фред Скеписи.
- 1991 — номинация на приз «International Fantasy Film Award» в категории «Лучший фильм» — Фред Скеписи.
- 1991 — номинация на «Золотой Глобус» категории «лучшая женская роль — драма» — Мишель Пфайффер.

## Интересные факты
- В фильме, показывающем тесную работу бюрократов английской и американской секретных спецслужб, в небольшой роли «буквально и подробно сыграл самого себя»[5] Георгий Анджапаридзе, теоретик детективного жанра и директор (1987—1990) «Худлита», — "издатель, жуир, бонвиван, одна из ярких фигур циничной эпохи конца 80-х, друг британских писателей, завербованный стукач, «красный директор» издательства «Художественная литература»[5][6].
- В России этот фильм был выпущен на VHS в 2000 году.
- Исполнительница главной роли Мишель Пфайфер отказалась выходить на площадку, пока советский персонал не будет получать такую же еду, как и иностранные участники[7].